# 観念論
哲学において観念論（かんねんろん）もしくはイデアリスム（英語: idealism、ドイツ語: Idealismus、フランス語: idéalisme）とは、さまざまな意味があるが、認識の妥当性に関する説の一つで、事物の存在と在り方は当の事物についてのidea（イデア、観念）によって規定される、という考え方などを指す。
「Idealism」は、日本では訳語が一定せず、存在論においては唯心論、認識論においては観念論、倫理学説においては理想主義と訳し分けられていた。
本記事は、便宜的に観念論を見出し語とするが、内容としては印欧語でidealismなどで表現される概念について総合的に解説する。

## 概説
この語は多義的であり、しかし、現在多く使われるのは、存在論におけるそれであるにもかかわらず、認識論における観念論と呼ばれることが多い。
認識の妥当性に関する説のひとつで、事物の存在と存り方は、当の事物についてのidea（イデア、観念）によって規定される、という考え方である。
その理論は、思考と外界はお互いにお互いを創造しあうが、そこでは思考が、決定的な役割を持つ、という主張を含んでいる。ヘーゲルは、歴史は科学と同じように明確に理性に適ったものでなければならないと考えた。進んで、ジョージ・バークリーやアルトゥル・ショーペンハウアーのように、すべて人間が認識するものは思考による観念の所産（表象）であると考えるものもある。
つまり、観念論とは、観念的もしくは精神的なものが外界とは独立した地位を持っているという確信を表すものである。この主張はしばしば観念的なものが自存し、実在性をもつという主張に結びつく。例えば、プラトンは、我々が考えることができるすべての性質や物は、ある種の独立した実在であると考えた。まぎらわしいことに、この種の観念論は、かつて実在論（観念実在論）と呼ばれた。
またある思想が観念論に属すかどうかにも、議論が分かれる場合がある。イマヌエル・カントは『純粋理性批判』において、我々が世界を空間や時間という形で把握するのは人間認識のアプリオリな制約である経験への超越論的制約によるとした。カント自身は（物自体の存在を要請したが故に）これを観念論とは考えなかったが、純粋理性批判が出版された当時の多くの読者はこれをきわめて観念論的な主張であると考え、カントは誤解を解くために自説の解説書である『学として現れるであろうあらゆる将来の形而上学のためのプロレゴメナ』を出版した。
事物よりも認識主体に内在する構成能力などを重視する立場は、西洋近代哲学において顕著であり、またインド思想でもその傾向が存在する。
観念論と対比される思想に、唯物論がある。
だが、厳密に言うと、超自然的な存在に対するすべての信仰や信念が、唯物論に反対しているわけではない。多くの宗教的信念は、特に観念論的である。例えば、ブラフマンを世界の本質とするヒンドゥー教の信仰に対して、一般的なキリスト教徒の教義では、キリストの人間としての肉体の実在性と物質的な世界における人間の善性の重要性についてはっきりと述べている。禅宗は、観念論と唯物論の弁証法的な過程の中間に位置している。

## 西洋哲学
認識の妥当性に関する説のひとつで、事物の存在と存り方は、当の事物についてのidea（観念）によって規定される、という考え方。
まず最も知られているのがプラトンのイデア論である。これは事物の原型的なものと説明された。
ルネ・デカルトとジョン・ロックが、プラトン的なイデアを解釈しなおし、人間の心に内在する事物の似姿としての観念だとした。人間は事物をじかに知るのではなく、観念を通じて間接的に知る、とし、観念なしでは、ものごとについては何ごとも語りえない、とする考え方である。この認識論的な意味でもidealismは（西洋では）近代特有の思想である。認識をideaないし表象から出発して説明しようとするならば、イデアリスムのほうが整合的な体系となる。この意味のイデアリスムはレアリスムと対比されて用いられる。
カントやドイツ観念論においては、「対象というものは、主観に与えられたか主観に本有的に備わっている観念を材料や形式として主観の働きによって構築される現象である」とする説（構成説）が現れた。
このidealismが形而上学的な方向に進むと、「事物は意識内にだけ在るものであり、存在するものはつきつめると精神とその様態としてのideaにつきる」とする説（唯心論）となる。唯心論ほどまでに先鋭化すると、唯物論と対立することになる。
このような意識を、個人的で経験的なものと見なす立場もあり、超個人的で規範的なものと見なす立場もあり、それぞれ体系が異なる。前者にはバークリの非物質論やライプニッツの主観的idealism、デイヴィッド・ヒュームの現象主義、がある。後者にはドイツ古典哲学の超越論的観念論がある。
ただし、意識から出発して物質世界を説明することは困難がつきまとうので、論者は次のような理論戦略を用いることになったという。
- 神を立てて宗教と結合させる[3]。
- ideaと事物とを同一視して、一元論化し、いわば裏返しの唯物論になる[3]。
- 外界の存在については沈黙する懐疑主義になる[3]。
- 物自体を想定し、物自体は不可知である、とする[3][4]。
- 人間に即して考えられていた精神を絶対的なものに仕立て上げる[3]。

### バークリ
ジョージ・バークリは、外的な世界は完全にideaの複合体でしかない、とする物体的世界は、神が人間に与えた表象の世界でしかないのであり、それ自体としては存在しない、とする。自然の法則も我々のideaにおいてのみ成立する、とする。

### カント
合理主義的なidealistらは、人間の知性を神の無限の知性に結び付けて説明し、世界を認識する知性に限界はない、と見なした。
それに対してカントは、そのような合理化には限界があると述べ、決定されないものが残るとし、それが実在する、という実在論を展開した。外界の諸現象は、カントの場合でも現象でしかないのだが、神の知性という上部構造は採用せず、人間知性には限界がある、と考えたのである。神という絶対的なものの援護を失った我々の認識ではとらえられない諸現象の根拠を「物自体」と呼んだ。この物自体は、実在するが、経験の内容にはなりえない、とされ、人間の認識の限界を指し示すことになった。カントによる人間理性の限界の画定によって啓蒙時代が終わりを告げることになったという。

## idealismと唯物論の論争
唯物論が18世紀以降に台頭してくると、idealismと唯物論の議論は激化した。両者の調停をはかるために、19世紀末からは様々な中性的一元論が提唱された。

## IdeaとIdeal
ドイツ古典哲学において、プラトン的なideaが変化、変容し、Idee（理念）、Ideal（理想）という概念が現れた。よってそれ以降は、「Idealism」は理想主義という意味を持つことがある。

## 卑近な用法
日常会話においてこの言葉は、現実的ではない、現実からかけ離れているといった意味でも使われる。